# Western Hills

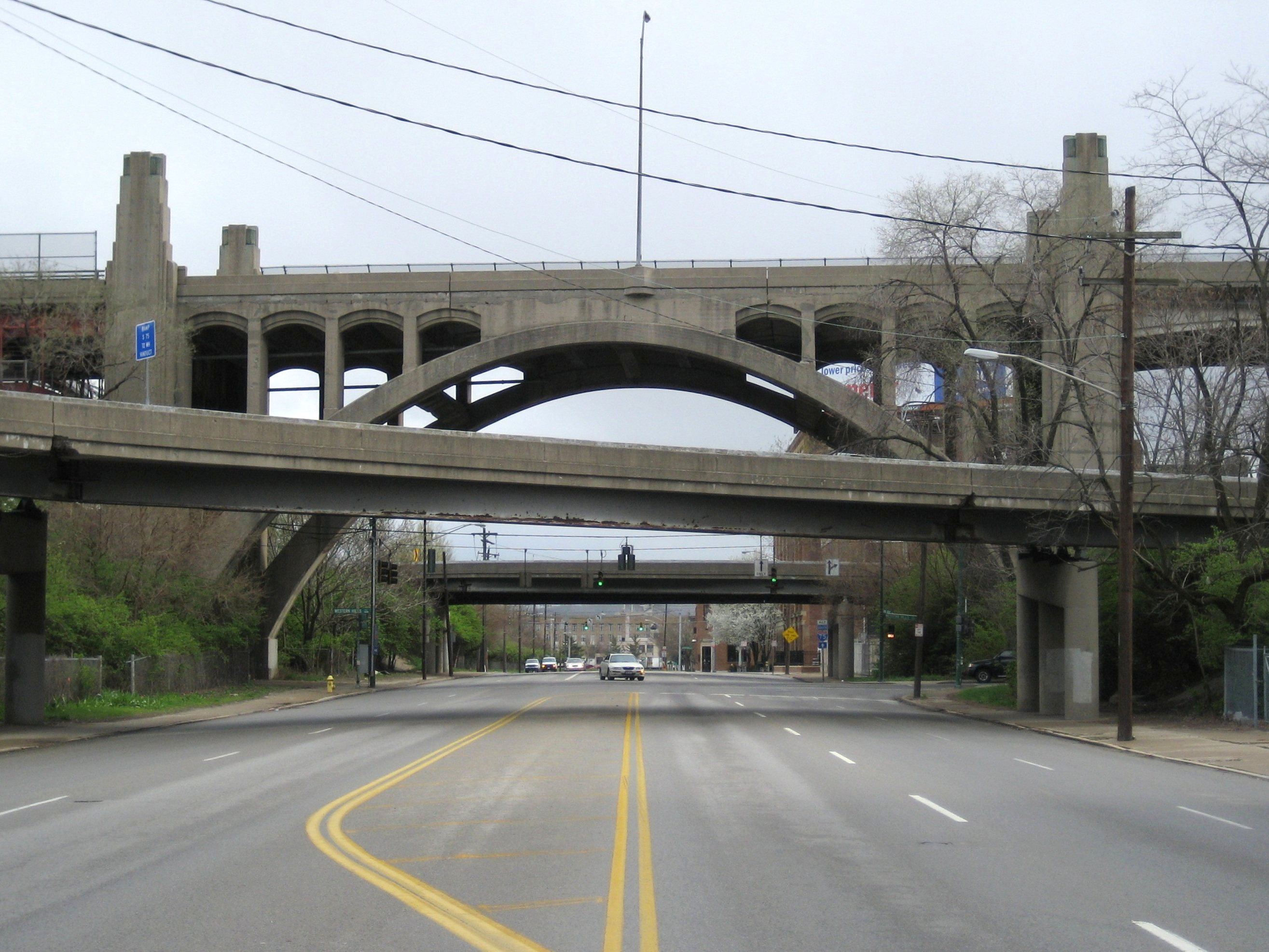
Western Hills Viaduct

Western Hills is een stadsdeel van Cincinnati, Ohio.
In dit deel van Cincinnati bevinden zich de scholen Western Hills High School en Dater High School. Het gebied heeft ook verschillende winkelcentra. Westwood, Ohio ligt dicht bij Western Hills.